# Sant Genís del Quer
Sant Genís del Quer és una església de Cava (Alt Urgell) protegida com a Bé Cultural d'Interès Local.

## Descripció
Edifici religiós d'una nau amb capelles laterals. Nau coberta amb volta de llunetes, les capelles amb volta de canó. Construcció rústega de pedres unides amb fang, porta adovellada al frontis. Torre campanar de dos pisos.

## Història
Va ser construïda l'any 1716 amb les restes de l'església antiga (data al portal)